# Ernst Abramson
Leopold Ernst Abramson, född 12 mars 1896 i Grava, Värmland, död 21 januari 1979 i Djursholm, var en svensk läkare.
Abramson, som var son till godsägaren Hugo Abramson och Anna Salén, avlade studentexamen i Jönköping 1914 och medicine kandidat-examen i Stockholm 1918.
Han disputerade för medicine doktorsgrad i Stockholm 1927 och blev samma år docent i fysiologi vid Karolinska institutet samt laborator i fysiologi där 1930. Han var sedan professor i födesämneshygien vid Statens institut för folkhälsan 1938–1961 och föreståndare för samma institut 1938–1957. Abramson undervisade även 1922–1930 i rörelsefysiologi på Gymnastiska centralinstitutet och var 1936–1945 ordförande i dess direktion. 1924–1936 var han som förste medicinare styrelseledamot i Svenska Riksidrottsförbundet.
Han var gift med Erna Abramson, som var dotter till godsägaren Erik Abramson och Clara Dahl. Ernst Abramson är gravsatt i minneslunden på Djursholms begravningsplats.